# ゑ

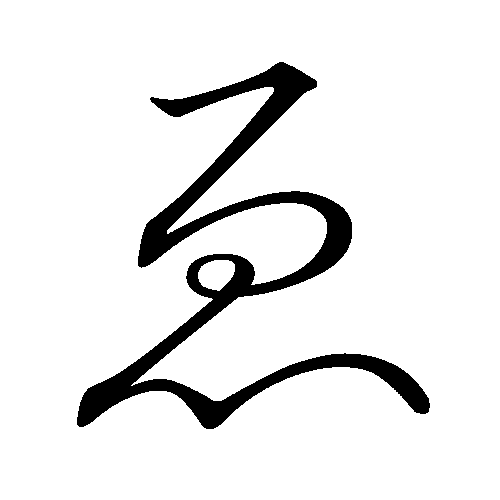
平假名ゑ（清音）

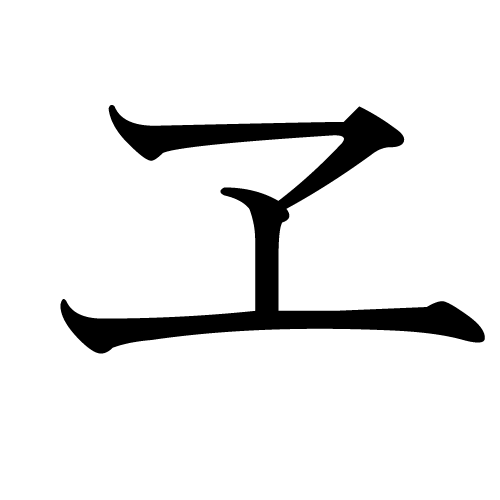
片假名ヱ（清音）

平假名ゑ和片假名ヱ是日语的假名之一，由一个音节组成。在日语五十音图中排第10行第4个（わ行え段）的位置。原發音與わ行其他假名相同以/ɰᵝ/開頭，發為/ɰᵝe̞/，後發音變為同え（/e̞/）。現代假名遣中已經棄用。

## 現今使用
这个假名仍然在现代有一些使用。在现代的假名用法中，根据历史假名用法的规定，所有的「ゑ」都被替换为「え」，因此通常情况下不使用「ゑ」。然而，在一些人名等专有名词中偶尔可以看到它的使用，在日本目前的户籍登记中，允许在命名或改名时使用「ゑ」或「ヱ」。
日本神话中的海神惠比寿通常被写作「えびす」，但有时候也会写作「ゑびす」，比如京都惠比寿神社（京都ゑびす神社，Kyōto Webisu Jinja）。啤酒品牌惠比壽（ヱビス），实际上发音为「Ebisu」。《新世纪福音战士剧场版》的日文标题为《ヱヴァンゲリヲン新劇場版（Wevangeriwon Shin Gekijōban）》。片假名「ヱ」有时会加上濁点变成「ヹ」，以表示外来词中的/ve/音；然而，大多数输入法没有方便的方式来输入这个字符，因此组合「ヴェ」更为常见。
在汽车号牌上，由于发音与「え」相同，并且字形与「る」非常相似，因此不使用「ゑ」。在国外的日本纪念品等的日语表达中，本来应该是「る」的部分经常被错误地使用为「ゑ」。
平假名「ゑ」在一些琉球文字体系中仍然用于表示音节/we/。在琉球大学系统中，「ゑ」还与一个小的「ぃ」（ゑぃ/ヱィ）结合在一起，表示音节/wi/。片假名「ヱ」在阿伊努语中表示音节/we/。

## 筆画順序
| Animated gif showing the stroke order. The character is drawn similarly to the Arabic numeral '3', before a small loop is formed at the base of the character, and a small, squashed and italicised 'm' is drawn below as a base.                                                    | Diagram showing the stroke order of the character: on the left, the finished character; on the right, a grayed-out version with small red arrows showing the stroke order, with a green dot showing the beginning point of the stroke.  |
| Animated gif showing the stroke order. The character begins with a stroke resembling a squashed version of the Arabic numeral '7', before a separate vertical line is drawn separately beneath it, and a horizontal line forming the base of the character drawn below it, attached. | Diagram showing the stroke order of the character: on the left, the finished character; on the right, a grayed-out version with small red arrows showing the stroke order, with green dots showing the beginning points of each stroke. |

平假名「ゑ」是由一笔画成的。它类似于平假名「る」的形状，下方延伸出一个双峰的「ん」。
片假名「ヱ」则是由三笔构成的：
1. 一个横线，向下并向左弯曲。
2. 一条直线，刚好触及第一笔的末端。
3. 一条横穿底部的横线。

## 關於ゑ和ヱ
| 現代日語發音     | 元音／e̞／音，与え同               |
| 五十音顺序       | 第46位                            |
| 伊吕波顺序       | 第43位，「し」の次、「ひ」の前    |
| 平假名「ゑ」字源 | 「」字的草書                      |
| 片假名「ヱ」字源 | 「」字的變形                      |
| 日语罗马字       | 平文式罗马字：we 训令式罗马字：we |
| 点字：           | \| －● —— ●● \|                   |
| 通话表           | 「かぎのあるヱ」                  |
| 摩尔斯电码       | ・——・・                          |
| －● —— ●●        |                                   |

## 历史假名用法中含有「ゑ」的词汇
按照历史的假名用法，以下按五十音顺列出了一些词汇。这些词汇中的「ゑ」在现代假名用法中被替换为「え」。在标准语和东京方言中，无论是在词首、词中还是词尾，发音都是 [e]。此外，在汉字音中，「クヱ」和「グヱ」在江户时代以后的字音假名用法和现代假名用法中被替换为「ケ」和「ゲ」，发音分别为 /ke/ 和 /ɡe/。

### 和語
礎（いしずゑ）、植え（うゑ）、飢え（うゑ）、蹴え（くゑ）、声（こゑ）、梢（こずゑ）、楚（すはゑ）、末（すゑ）、据え（すゑ）、杖（つゑ）、巴（ともゑ）、微笑む（ほほゑむ）、故（ゆゑ）、所以（ゆゑん）、描く（ゑがく）、えぐい（ゑぐい）、抉る（ゑぐる）、餌（ゑさ）、酔ふ（ゑふ）、笑み（ゑみ）、笑む（ゑむ）、彫る（ゑる）、鐫る（ゑる）、槐（ゑにす・ゑんじゅ）
- 其中，「楚」、「杖」等被认为是由「つくえ」中的「ヤ行エ（ye）」演变而来。
- 「植える」、「飢える」、「据える」分别源于终止形的「うう、うう、すう」，只出现在ワ行下二段活用的未然、连用、命令形态中。
- 「蹴る」源于终止形的「くう」，只出现在下二段活用的未然、连用、命令形态中（然而，平安时代末期变化为「くゑ」→「け」，因此通常被视为下一段活用动词）。

### 漢字音

#### 吳音
匕・化・夬・瓜・卉・会・圭・灰・虫・花・快・怪・卦・乖・悔・咼・挂・恢・奎・枴・皈・恠・華・帰・胯・掛・晦・袿・揮・喙・傀・罫・誇・靴・塊・賄・褂・詼・魁・瑰・閨・誨・輝・蝸・鮭・檜・膾・徽・蹶（クヱ）、外・瓦・找・華・崋・嘩・嵬・隗・樺・樺・磑・譁・鮠・魏（グヱ）、血・刔・決・抉・刮・訣・鴃・譎（クヱチ）、穴・滑・猾・磆（グヱチ）、犬・丱・串・呟・巻・涓・娟・眷・捲・絢・慣・関・綸・夐・鵑・羂・鰥（クヱン）、幻・玄・県・狠・拳・眩・莞・宦・倦・衒・患・惓・捲・皖・湲・鉉・頑・豢・蜷・圜・寰・環・還・懸・鐶・鬟・顴（グヱン）、囗・会・回・囲・画・歪・廻・徊・畏・哇・茴・娃・恵・迴・淮・畦・絵・猥・蛔・隈・携・罫・話・匯・窪・槐・潰・慧・踝・壊・懐・衛・穢（ヱ）、抉・粤・越（ヱチ）、円・員・院・湾・援・淵・媛・湲・綰・圜・彎・灣（ヱン）

#### 漢音
冂・兄・圭・冏・迥・奎・炯・桂・珪・恵・畦・袿・蛍・烱・絅・携・閨・慧・鮭・蹶・攜（クヱイ）、鴃・鵙・闃（クヱキ）、穴・血・刔・決・抉・訣・掘・厥・獗・蕨・鴃・蹶・譎（クヱツ）、月（グヱツ）、犬・玄・呟・券・巻・県・涓・娟・拳・眩・倦・眷・衒・惓・捲・圏・絢・喧・萱・勧・暄・煖・鉉・夐・蜷・綣・権・諠・鵑・羂・懸・讙・顴（クヱン）、元・芫・原・源・愿・願（グヱン）、永・泳・咏・詠・衛（ヱイ）、曰・戉・抉・粤・越・鉞（ヱツ）、円・宛・苑・怨・垣・爰・員・院・婉・援・淵・媛・湲・猿・遠・蜿鋺・鴛・圜・轅（ヱン）

#### 慣用音
豌（ヱン）